# Platyplectrus peculiaris
Platyplectrus peculiaris är en stekelart som beskrevs av Zhu och Huang 2004. Platyplectrus peculiaris ingår i släktet Platyplectrus och familjen finglanssteklar.
Artens utbredningsområde är Taiwan. Inga underarter finns listade i Catalogue of Life.